# Arnošt Pátek
Arnošt Pátek, vlastním jménem Arnošt Piaczek (někdy též uváděno v počeštělé variantě Piaček), (5. března 1955 Praha – 9. dubna 2009 Praha) byl český zpěvák, kytarista a skladatel písní.
Hudbě se věnoval od svých šestnácti let. Byl kytaristou ve skupinách Modi a Apollo Petra Spáleného. Po Karlu Šípovi vedl v sedmdesátých letech skupinu Faraon. Jako sólový zpěvák vystupoval v letech 1985 až 1989 se skupinou Kroky producenta Františka Janečka a se skupinou Petra Hanniga. Po roce 1990 se věnoval podnikání v oblasti hostinské činnosti.
Podle hudebního producenta Petra Hanniga měl Pátek absolutní sluch a dokázal zahrát na většinu hudebních nástrojů.
Mezi Pátkovy hity z 80. let patří písně Julie, Sny o tygří lady, Poslední prázdniny, Zvonky v hlavě, Boxer nebo Dívka. Kompilace jeho písní znovu vyšly v roce 2007 na kompaktních discích pod názvem Poslední prázdniny a Sny o tygří lady.
Počátkem 90. let minulého století podnikal v oblasti gastronomie a pohostinství, ale pokračoval v hudební produkci (např. společně s Jiřím Helekalem nahráli album trampských písní).
Na začátku tisíciletí onemocněl nejprve cukrovkou, o několik let později mu lékaři diagnostikovali zhoubný nádor v obličeji, v rámci léčby mu musela být odstraněna část obličeje. 
Zemřel pravděpodobně 9. dubna 2009. Byl nalezen ve svém bytě mrtev poté, co několik dnů nebral telefon.
V kultovním filmu Kouř je dýdžej Arnoštek parodií na Arnošta Pátka.[zdroj?] Záměrem režiséra bylo vytvořit co nejodpornější diskosong, nakonec z toho však vyšel hit.[zdroj?]

## Diskografie
- 1985 Je zakoukaná/Nic moc nečekej – Supraphon Su 1143 2978, SP [5]
- 1986 Neutíkej/Čas loučení – Supraphon 1143 3195, SP
- 1987 Boxer/Stárnem – Supraphon 1143 3470, SP
- 1987 Končí den/Jenom já ne – Supraphon 1143 3388, 1987, SP
- 1987 Dívka – Supraphon, LP
- 2007 Sny o tygří lady – Best of I. – Maximum EAN 8594039880303, CD
- 2007 Poslední prázdniny – Best of II. – Maximum EAN 8594039880310, CD

### Kompilace
- 1985 Nejhezčí dárek/Nejhezčí dárek – 50 zpěváků – Supraphon 1143 3148, SP
- 1986 Nejhezčí dárek – Jiří Zmožek (2) – Supraphon 1113 4368 H, LP – 11. Nejhezčí dárek.